# Posłaniec śmierci (film)
Posłaniec śmierci (ang. Messenger of Death) – amerykański film sensacyjny z 1988 roku w reżyserii J. Lee Thompsona. Wyprodukowany przez Cannon Films. Zdjęcia kręcono w stanach Kalifornia i Kolorado.

## Opis fabuły
Garret Smith (Charles Bronson), reporter kroniki kryminalnej gazety w Denver, ma się zająć sprawą bestialskiej zbrodni. Zamordowano żony i dzieci mormona Beechama. Nie chce on zeznawać ani komentować zdarzenia. Policjanci sądzą, że zbrodnię popełniono z pobudek religijnych. Garret postanawia zbadać tę sprawę.

## Obsada
- Charles Bronson jako Garret Smith
- Trish Van Devere jako Jastra Watson
- Laurence Luckinbill jako Homer Foxx
- Daniel Benzali jako szef policji Barney Doyle
- Marilyn Hassett jako Josephine Fabrizio
- Charles Dierkop jako Orville Beecham
- Jeff Corey jako Willis Beecham
- John Ireland jako Zenas Beecham
- Penny Peyser jako Trudy Pike

i inni